# Onthophagus bovinus
Onthophagus bovinus là một loài bọ cánh cứng trong họ Bọ hung (Scarabaeidae).